# 凯莉·布鲁克

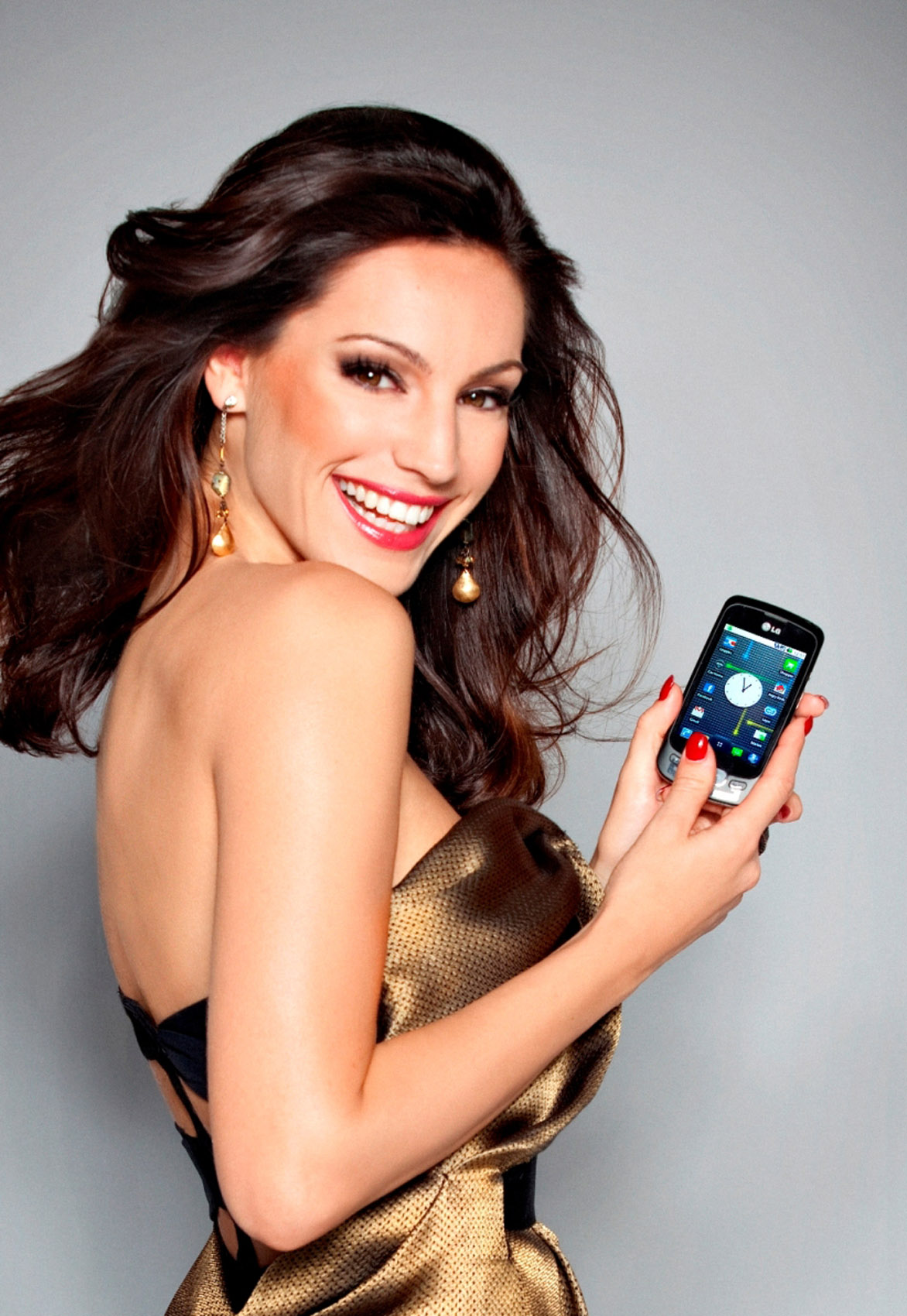
於2010年為LG手機代言

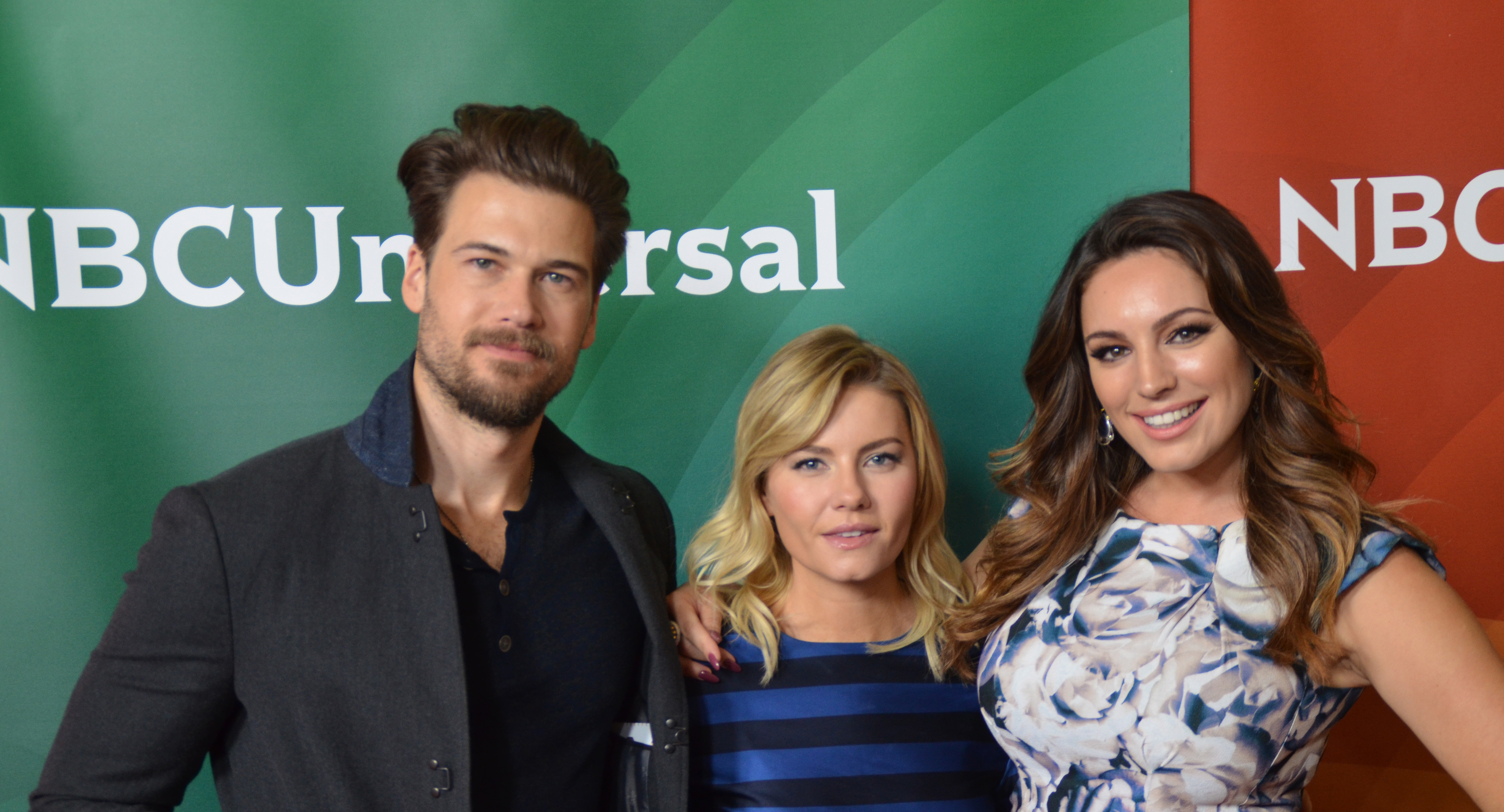
布魯克（右）於2015年1月

凯莉·布鲁克（英語：Kelly Brook，1979年11月23日—），原名凯利·安·帕森斯（Kelly Ann Parsons），出生在英国肯特郡罗切斯特，是英国模特、女演员、《花花公子》女郎，还是泳装设计师和电视节目主持人。曾一度作为《英国达人》的评审。她在英国因作为模特儿闻名，2015年在美国参演NBC情景喜剧《幸福大家庭》。她还出现在各种电视节目中，包括《舞动奇迹》（2008）、《英国达人》（2009）、《名人果汁》（2012-2013）、《不是我，是你》（2016）和《大话女人》（2018）。
她被视为性感符号和风尚达人。2005年，她荣膺FHM全球最性感女性第一名称号，自1998年至2015年，她在FHM连续名列全球前100名最性感女性。她曾出演过《一级病毒》（2003年）、《鱼的故事》（2007年）、《食人鱼3D》（2010年）、《基思·柠檬》（2012年）和《Taking Stock》（2015年）等影片。
她现在是电台节目《心脏伦敦》的主持人。她还与詹森·金一起在周六早上6点至10点的“愉快周末节目”上共同主持全国心脏广播节目。

## 早年
凯莉·布鲁克在肯特郡罗切斯特出生长大，原名凯莉·安·帕森斯，母亲是厨师桑德拉·凯利，父亲是脚手架工肯尼斯·帕森斯。她有一个弟弟达米安和一个同父异母的姐姐萨沙。肯尼斯·帕森斯于2007年11月26日在罗切斯特因肺癌去世，享年57岁，当时凯莉·布鲁克正在录制《舞动奇迹第五季》节目。她就读于罗切斯特市沃伦伍德街的托马斯·阿维林学校。1996年，她17岁时参演由斯图尔特·李（Stewart Lee）和理查德·赫林（Richard Herring）制作的英国广播公司（BBC）喜剧节目《欢乐的拳头》（Fist of Fun）的第二季，该节目，在名为《老师》的系列短剧中扮演一名女学生，她其中一个搭档是年轻的丹尼尔•梅斯（Daniel Mays）。在此期间，她在伦敦意大利康蒂剧院艺术学院学习了三年，16岁时成为一名职业模特。

## 模特生涯
凯莉·布鲁克16岁时赢得了在她母亲支持下参加的选美比赛后，她的模特生涯开始了。她后来曾参加一系列广告宣传活动，包括福斯特的拉格、雷诺梅甘娜、沃尔克斯薯片、布因峰防曬油和Bravissimo内衣公司（专门为大胸女性作胸罩、内衣的公司）。她的身材最终引起了《每日星报》小报编辑团队的关注，该团队开始将她打造为三版女郎。
凯莉·布鲁克的照片很快就开始出现在其他英国男性娱乐杂志中，例如《GQ》、《Loaded》、《FHM》。《红秀GRAZIA》杂志一份针对5000名女性进行的调查显示，她拥有英国最好的女性身材。她还在2005年的“ FHM世界上最性感的100名女性”榜单上名列榜首，据称该榜单调查了1500万人。自1998年以来，她每年都出现在这份榜单中：1998年（位列第29名）、1999年（第3名）、2000年（第5名）、2001年（第4名）、2002年（第5名）、2003年（第13名）、2004年（第14名）、2005年（第1名）、2006年（第5名）、2007年（第16名）、2008年（第34名）、2009年（第67名）、2010年（第7名）、2011年（第8名）、2012年（第20名）、2013年（第5名）、2014年（第23名）、2015年（第10名）。她是FHM2010年世界杯特刊的封面人物，并于2011年4月登上FHM的封面。
2007年2月，凯莉·布鲁克宣布已签署一份合同，据报道价值约100万英镑，代言联合利华的卡琳皙（Lynx）身体喷雾剂，在美国和欧洲大陆被称为“Axe” 。她作为广告活动的代言明星出现在广告牌、报纸和网络上。她还曾出演Sky+和T-Mobile的广告，并作为锐步的模特。
2010年，她为内衣制造商Ultimo推广“new face and body”广告活动。2010年9月，她出现在《花花公子》杂志的美国版中。2010年10月，凯莉·布鲁克小溪现身克拉珀姆电影院，促销嘉士伯和Sky3D。2010年11月，她在马德里参加MTV EMA颁奖典礼。
她以自己为模特，为New Look设计了一系列泳装。2014年9月，她为Simply Be推出了一条服装生产线。接下来的一年，她成为斯凯奇公司的品牌大使。

## 演艺生涯
凯莉·布鲁克在电影《Sorted》中扮演了次要角色，首次亮相银幕。此后不久，她参演电影《到底谁是魔鬼》。她在美国科幻小说改版的电视剧《超人前传》第一季（2001-2002年）中，出演了其中的四集，饰演了克拉克·肯特（超人）对手雷克斯·路瑟的女友。她还在加拿大拍摄电影，在2003年的电影《天羅盜網》中客串莱尔的女友。
她的第一个主演角色是2004年电影《诱惑学校》，为此她获得了积极的评价。2004年，她与布鲁克·伯克一起参与电子游戏极品飞车：地下狂飙2，为角色Nikki Morris配音。2005年，她出演了菲利普·维达尔惊悚片《九人禁闭室》，与比利·赞恩一起主演电影《荒岛惊魂》。
2006年，她在ITV出演了阿加莎·克里斯蒂小说改编的《瑪波小姐探案》，2009年ITV电视剧《Moving Wallpaper》的第二季中以自己的身份出场。她在由尼克·西蒙执导的科幻惊悚片《幻影追凶》中扮演角色。
凯莉·布鲁克在电影《食人鱼3D》中扮演主要角色，这部电影于2010年8月20日在全球影院上映。影片获得普遍好评和商业成功，总票房为8300萬美元，预算为2400萬美元。
凯莉·布鲁克在2012年英国喜剧电影《Keith Lemon:电影》扮演自己。2013年，布鲁克出演了羅森樂團歌曲《朱丽叶》的MTV。2014年，她出演NBC情景喜剧《幸福大家庭》，随后在5月9日被选出。

### 舞台剧
2000年12月，她在汉默史密斯Riverside Studios的戏剧“Eye Contact”中饰演异国情调的舞蹈演员安雅。
2008年10月，她回到了伦敦西区剧院中的喜剧院，在尼尔·拉布特的《Fat Pig》中扮演珍妮。
2009年11月，她开始在诺埃尔·科沃德剧院的《Calendar Girls》中扮演Celia。
2012年底，她在疯马伦敦的歌舞表演《Forever Crazy》中客串亮相。

## 其他工作

### 音乐电视
1997年，年仅17岁的她在KMFDM歌曲《Megalomaniac》的音乐电视中扮演护士。同年，她与弗拉明星乐队的哈克·惠特尼一起出现在果漿樂團音乐电视《Help the Aged》中。

### 电视节目
1997年，年仅18岁的她开始在英国&爱尔兰MTV、ITV格拉納達、Trouble TV上参与青年电视节目。她在1999年1月的主流节目上取得了突破，当时她被选中取代丹妮丝·范·奥登担任《The Big Breakfast》主持团队的女性成员，与约翰尼·沃恩一起主持。她于1999年7月离开节目。2005年，她在ITV主持了真人秀节目《Celebrity Love Island》。

### 真人秀
2007年，布鲁克参加了BBC1播出的名人舞蹈比赛《舞动奇迹》，舞伴是布兰登·科尔。在节目拍摄中，她的父亲肯尼斯·帕森斯因癌症去世，她最初决定继续跳舞以纪念父亲，但在第9周她退出了比赛。
她还参加了2008年《舞动奇迹圣诞节特别节目》，与布赖恩·福图纳跳了捷舞，布兰登·科尔与丽莎·斯诺登搭档。她和福图纳排名第四，但在演播室观众的投票中，她们仅次于吉尔·哈夫彭妮和达伦·本内特。
2008年，她主持詹妮弗·埃利森作为三位评委之一的电视真人秀节目《Dirty Dancing: The Time of Your Life》第二季，2008年9月至11月之间的播出。
2009年1月，她加入了《英国达人秀》的第三季，担任第四位评委，但不到一周后在小组讨论就被取消了项目，制片人认为四位评委的模式“太复杂了”。她在出演的那集节目中被任命为客座评委，在曼彻斯特录制，并于5月16日播出。
2013年，她成为ITV2播出的名人果汁《Celebrity Juice》的临时队长。她出现在第9季中，代替了休产假的Fearne Cotton。2016年，她在英国第五台的《It's Not Me, It's You》中担任队长。

### 书籍
2014年9月，她发布了自传。9月21日登上《星期日泰晤士报》畅销书排行榜。在她的宣传活动中，她嘲笑两个前男友杰森·史塔森、丹尼·奇普里亚尼，说要打他们的脸，被家庭暴力团体批评。

### 商业
2013年底，她在伦敦开设了Steam and Rye酒吧。2014年6月，Steam and Rye赢得了伦敦俱乐部和酒吧奖的年度最佳酒吧。

### 电台
自2019年1月以来，她与杰森·金共同主持了《伦敦心脏之路》和《星期六早餐》。

## 个人生活
凯莉·布鲁克在1997年到2004年的男友是演员杰森·史塔森，两人分手后，凯莉·布鲁克与在电影《荒岛惊魂》中合作的演员交往，直到2008年。2008年9月开始，凯莉·布鲁克的男朋友是比她小八岁的橄榄球星丹尼·奇普里亚尼，这段恋情维持到2010年6月结束。2010年11月，凯莉・布鲁克结识男友橄榄球员托姆·伊文思。2011年3月，凯莉·布鲁克透过twitter称已怀男友女儿。5月9日被医院证实流产。凯莉为善待动物组织拍摄了题为"Whose Skin Are You In?" 的公益广告。2013年2月1日，凯莉通过twitter宣布已和伊文思分手。2014年，凯莉结识男友大卫·麦金塔，2015年，二人分手。之后凯莉和法国模特杰里米·帕瑞斯相恋，二人于2022年7月结婚。

## 作品列表

### 电影
| 年   | 影片                     | 角色             | 备注     |
| ---- | ------------------------ | ---------------- | -------- |
| 2000 | 《Sorted》               | Sarah            |          |
| 2001 | 《到底谁是魔鬼》         | Marisa Tavares   |          |
| 2003 | 《一级病毒》             | Claire           |          |
| 2003 | 《天羅盜網》             | Lyle的女友       |          |
| 2004 | 《诱惑学校》             | Sophia Rosselini |          |
| 2005 | 《九人禁闭室》           | Lea              |          |
| 2005 | 《憨直舞男2之欧洲种马》  | 画中美女         |          |
| 2005 | 《荒岛惊魂》 《Three》   | Jennifer         |          |
| 2006 | 《In the Mood》          | Eva              | 短片     |
| 2007 | 《人鱼传说》             | Neried           |          |
| 2009 | 《食人鱼3D》             | Danni Arslow     |          |
| 2010 | 《幻影追凶》 Shadow Play | Kirby            |          |
| 2012 | 《Keith Lemon:电影》     | Kelly Brook      | 扮演自己 |

### 电视节目
| 年   | 节目                                  | 角色                    | 备注                                           |
| ---- | ------------------------------------- | ----------------------- | ---------------------------------------------- |
| 2001 | 《The (Mis)Adventures of Fiona Plum》 | Fiona Plum              | 电视电影                                       |
| 2002 | 《超人前传》                          | Victoria Hardwick       | 第一季第9集—第12集                             |
| 2005 | 《阿珠与阿花前传》                    | Linda Fashiobella       | 电视电影                                       |
| 2006 | 《瑪波小姐探案》                      | Elsie Holland           | The Moving Finger（马普尔小姐探案系列）        |
| 2007 | 《星級酒店 (電視劇)》                 | Lady Catherine Stanwood | 第2季第3集                                     |
| 2009 | 《Moving Wallpaper》                  | Kelly Brook             | 虚构作品，出演5集扮演自己                      |
| 2009 | Kelly Brook & Shahid                  | Adrew Flint             | 电视电影                                       |
| 2009 | Renaissance                           | –                       | pilot in Moving Wallpaper, screened on itv.com |
| 2009 | 《英国达人》                          | 评审                    | 第三季嘉宾评审                                 |
| 2011 | 《皮囊》                              | Jemima                  | 1集                                            |